# РЭКА
Кан РЭКА («Кан Решет Клитат Алия», ивр. כאן רשת קליטת עליה‎) — израильская общественная радиостанция, вещающая на иностранных языках, которые не являются государственными. Входит в IPBC. Передачи предназначены как для всего мира, так и для репатриантов в Израиле.

## История

### Предыстория (1936—1950)
Ещё в 1936 году руководство Ишува сочло необходимым начать международное радиовещание из Подмандатной Палестины. Тогда была создана «Служба Вещания Палестины» (англ. Palestinian Broadcasting Service / PBS), которая вещала на английском, иврите и арабском в рамках службы Би-би-си. Сохнут в июне 1948 года начал передавать «Передачи для новых репатриантов» на языке идиш, и они предназначались как для уже прибывших в страну новых репатриантов, так и для тех, кто все еще оставался в лагерях для перемещенных лиц на Кипре. Позднее добавились передачи на английском, французском и ладино.

### Кол Цион ла-Гола — Решет Хей (1950—1990)
В 1950 году был создан «Голос Циона Диаспоре» (קול ציון לגולה, Коль Цион ла-Гола), который транслировал регулярные передачи на иностранных языках на весь мир и с течением времени превратился в 5 канал Израильского радио (Решет Хей). В 1962 году с созданием «Решет Алеф», 1 канала Израильского радио, туда были переведены передачи для репатриантов. Они были довольно короткими, из-за потребности передавать на большом количестве языков на канале, который был предназначен в основном для передач на иврите. С течением лет добавились и другие языки.

### Решет Клитат Алия и Решет Хей (1990—2004)
В 1990 году в течение войны в Персидском заливе возросла необходимость в передачах для репатриантов, которые искали верный источник информации о новостях войны и сообщениях гражданской обороны. Он начал свои передачи 24 апреля 1991 года. Полуформальные передачи начались в течение войны и стали официальными 26 мая 1991 года, с созданием радиостанции «РЭКА». Вначале она передавала около 10 часов в день на русском и около двух на амхарском, языке евреев Эфиопии (из них час одновременно на 5 канале, для евреев в Эфиопии). Вместе с тем передавались две сводки новостей на легком иврите, тогда как третья сводка и еженедельные радиожурналы после неё продолжали передаваться на 1 канале. Позднее было принято решение о расширении передач 1 канала, и почти все передачи на иностранных языках (кроме утренних и дневных на английском и французском) перешли на радио «РЭКА», которое стало заканчивать свои передачи поздним вечером. Каждая радиоредакция на определенном языке была ответственна за передачи на этом языке одновременно для репатриантов на радио «РЭКА» и за границу на 5 канале. В 1999 году был впервые в Израиле создан радиоканал на иврите для религиозных евреев, по несколько часов в день на 1 канале, что привело к полному переводу передач на иностранных языках с него на радио «РЭКА», и из-за необходимости в увеличении количества вещательных часов станция перешла но круглосуточное вещание, когда глубокой ночью передаются повторы избранных передач на русском и музыка.

### Решет Клитат Алия (2004—2017)
В дальнейшем, из-за финансовых проблем и уменьшения числа слушателей за границей в результате массовой репатриации, все больше и больше часов вещания передавались одновременно на радио «РЭКА» и на 5 канале. В результате этой тенденции в 2004 году было решено закрыть 5 канал как отдельную радиостанцию и передавать передачи радио «РЭКА» на весь мир, когда они теперь предназначены и для иностранных слушателей. В 2008 году, с расширением Интернета, не было более необходимости в коротковолновых передачах, поскольку стало возможно слушать радио с помощью компьютера, и они прекратились. Тогда 5 канал стал передавать передачи для евреев тех стран, где у них нет массового доступа к сети. Теперь он передает 1.5 часа в день на персидском языке на Иран.

### Кан Решет Клитат Алия (с 2017)
С мая 2017 РЭКА стала частью корпорации Кан. Станция подверглась модернизации и сетка вещания была обновлена, наряду с другими станциями Коль Исраэль. На данный момент, русскоязычная сетка составляет самую большую часть эфира.

## Русская редакция
Русская редакция, самая большая на канале, была создана Виктором Граевским (известным польским журналистом, передавшим на Запад доклад Хрущёва на XX съезде КПСС) в 1958 году, и он стал её первым директором. С момента создания и в течение многих лет редакция работала под надзором «Бюро по Связям Натив», разведслужбы, отвечающей за связь с советскими евреями. Бюро следило за двумя областями: борьбой советских евреев за выезд в Израиль и попытками Запада их освободить, и у него было последнее слово о всем содержании передач. В 1971 году Советская власть стала глушить передачи, и это прекратилось лишь в 1988 году, с приходом гласности.
В настоящий момент русская редакция передает ежедневно по Израильскому времени в 7:00-12:00, 15:00-19:00, 22:00-0:05, и повторы 0:50-3:30 (в выходные с 0:05).

### Журналисты
На радио РЭКА работали такие журналисты как Мордехай Кармон, Дорит Голендер-Друкер, Михаэль Гильбоа, Алекс Иш-Шалом, Илана Раве, Александр Дов, Виктория Долинская и др. 

## Языки
Станция передает на 14 языках:
- Английский, французский, идиш и ладино с 1948 года.
- Персидский с 1949 года.
- Испанский с 1952 года.
- Румынский и венгерский с 1953 года.
- Русский с 1958 года.
- Муграби с 1958 года.
- Грузинский с 1970 года.
- Бухарский с 1975 года.
- Амхарский с 1984 года.
- Арамейский с 2012 года.

Передачи на тигринья (1985—2014), татском (1986—2011), польском (1952—1957), йеменском и на лёгком иврите (с 1958) были прекращены с течением времени из-за недостатка слушателей. В 2002 году был создан интернет-сайт, и с 2004 года на нём ведутся прямые передачи.